# Anton Scharinger
Anton Scharinger (* 5. März 1961 in Wartberg NÖ) ist ein österreichischer Opernsänger (Bassbariton) und Hochschullehrer an der Universität für Musik und darstellende Kunst Wien.

## Leben
Scharinger studierte zunächst bei Margarita Heppe in Wien und schloss 1984 ebenda sein Studium am Konservatorium ab. Schon als Student trat er als Konzertsänger hervor. 1981 kam er an das Landestheater Salzburg, wo er als Guglielmo in Così fan tutte sein Operndebüt gab.
Seine internationale Karriere begann mit weiteren Mozart-Partien, dem Papageno, dem Figaro (Dirigent: Nikolaus Harnoncourt) sowie Leporello in Don Giovanni. Sein Repertoire erweiterte er auch um Rollen in unbekannten Werken, etwa den Hauptmann in Manfred Gurlitts Wozzeck und Graf Robinson in Il matrimonio segreto.
Als Konzertsolist trat er u. a. unter Riccardo Chailly, William Christie, Christoph von Dohnányi, Antal Doráti, Bernard Haitink, Harnoncourt, Nello Santi und Sir Georg Solti auf.
Scharinger ist in zahlreichen Ton- und Video-Aufzeichnungen zu erleben.

## Diskographie
- Die Zauberflöte (Papageno)
- Le Nozze di Figaro (Figaro)
- Don Giovanni (Masetto)
- Die Fledermaus (Dr. Falke)
- Geistliche Werke von J. S. Bach, Georg Friedrich Händel, Joseph Haydn und Franz Schubert.

## Auszeichnung
- Österreichisches Ehrenkreuz für Bildung und Kunst
- „Mozart-Preis“